# Costus amazonicus
Costus amazonicus là một loài thực vật có hoa trong họ Costaceae. Loài này được (Loes.) J.F.Macbr. mô tả khoa học đầu tiên năm 1931.